# Lijst van rijksmonumenten aan de Parklaan (Haarlem)
De Parklaan in de stad Haarlem telt 20 inschrijvingen in het rijksmonumentenregister. Hieronder een compleet overzicht van de rijksmonumenten aan de Parklaan.
| Object                                                                                                  | Oorspronkelijke functie? | Bouwjaar        | Architect            | Locatie           | Coördinaten?                  | Nr.?   | Afbeelding                                     |
| --- | ------------------------ | --------------- | -------------------- | ----------------- | ----------------------------- | ------ | ---------------------------------------------- |
| Pand met gepleisterde lijstgevel                                                                        | Woonhuis                 | begin 19e eeuw  |                      | Parklaan 23       | 52° 23' 10" NB, 4° 38' 14" OL | 19640  | Meer afbeeldingen                              |
| Pand met gepleisterde lijstgevel                                                                        | Woonhuis                 | begin 19e eeuw  |                      | Parklaan 25       | 52° 23' 10" NB, 4° 38' 14" OL | 19641  | Meer afbeeldingen                              |
| Pand met rechte kroonlijst met halfronde fronton                                                        | Woonhuis                 | midden 19e eeuw |                      | Parklaan 79       | 52° 23' 9" NB, 4° 38' 27" OL  | 19643  | Meer afbeeldingen                              |
| Pand met rechte kroonlijst                                                                              | Woonhuis                 | midden 19e eeuw |                      | Parklaan 81       | 52° 23' 9" NB, 4° 38' 27" OL  | 19644  | Meer afbeeldingen                              |
| Pand met rechte kroonlijst                                                                              | Woonhuis                 | midden 19e eeuw |                      | Parklaan 83       | 52° 23' 9" NB, 4° 38' 27" OL  | 19645  | Meer afbeeldingen                              |
| Pand met rechte kroonlijst                                                                              | Woonhuis                 | midden 19e eeuw |                      | Parklaan 85       | 52° 23' 9" NB, 4° 38' 28" OL  | 19646  | Meer afbeeldingen                              |
| Pand met rechte kroonlijst                                                                              | Woonhuis                 | midden 19e eeuw |                      | Parklaan 87       | 52° 23' 9" NB, 4° 38' 28" OL  | 19647  | Meer afbeeldingen                              |
| Pand met rechte kroonlijst                                                                              | Woonhuis                 | midden 19e eeuw |                      | Parklaan 89       | 52° 23' 8" NB, 4° 38' 28" OL  | 19648  | Meer afbeeldingen                              |
| Pand met rechte kroonlijst                                                                              | Woonhuis                 | midden 19e eeuw |                      | Parklaan 91       | 52° 23' 8" NB, 4° 38' 29" OL  | 19649  | Meer afbeeldingen                              |
| Pand met rechte kroonlijst                                                                              | Woonhuis                 | midden 19e eeuw |                      | Parklaan 93       | 52° 23' 8" NB, 4° 38' 29" OL  | 19650  | Meer afbeeldingen                              |
| Pand met rechte kroonlijst                                                                              | Woonhuis                 | midden 19e eeuw |                      | Parklaan 95       | 52° 23' 8" NB, 4° 38' 30" OL  | 19651  | Meer afbeeldingen                              |
| Pand met rechte kroonlijst met halfrond fronton (Onder een langgerekt dak met de buurnummers 79 t/m 95) | Woonhuis                 | midden 19e eeuw |                      | Parklaan 97       | 52° 23' 8" NB, 4° 38' 30" OL  | 19652  | Meer afbeeldingen                              |
| Neoclassicistisch gepleisterd statig herenhuis                                                          | Woonhuis                 | midden 19e eeuw |                      | Parklaan 2        | 52° 23' 9" NB, 4° 38' 5" OL   | 19653  | Neoclassicistisch gepleisterd statig herenhuis |
| Diensthuizen en hek                                                                                     | Woonhuis                 |                 |                      | Parklaan 22 - 22A | 52° 23' 8" NB, 4° 38' 15" OL  | 19654  | Meer afbeeldingen                              |
| Huis met uitspringende middenpartij en zadeldak, rechte kroonlijst                                      | Woonhuis                 | 18e eeuw        |                      | Parklaan 44       | 52° 23' 8" NB, 4° 38' 23" OL  | 19655  | Meer afbeeldingen                              |
| Pand met gepleisterde lijstgevel                                                                        | Woonhuis                 | midden 19e eeuw |                      | Parklaan 46       | 52° 23' 7" NB, 4° 38' 24" OL  | 19656  | Meer afbeeldingen                              |
| Pand met afgewolfde topgevel                                                                            | Werk-woonhuis            | 18e eeuw        |                      | Parklaan 64 - 66  | 52° 23' 7" NB, 4° 38' 26" OL  | 19657  | Meer afbeeldingen                              |
| Pand met gepleisterde lijstgevel                                                                        | Woonhuis                 |                 |                      | Parklaan 96       | 52° 23' 7" NB, 4° 38' 32" OL  | 19658  | Meer afbeeldingen                              |
| Pastorie                                                                                                | Kerk en kerkonderdeel    | 1876            | D.E.L. van den Arend | Parklaan 32       | 52° 23' 8" NB, 4° 38' 18" OL  | 354813 | Pastorie                                       |
| Kerk voor de Evangelische Broedergemeente, opgetrokken in baksteen, naar eclectisch ontwerp             | Kerk en kerkonderdeel    | 1876            | D.E.L. van den Arend | Parklaan 34       | 52° 23' 8" NB, 4° 38' 18" OL  | 355029 | Meer afbeeldingen                              |

Centrum:
Bakenessergracht ·
Frankestraat ·
Gedempte Oude Gracht ·
Gierstraat ·
Groot Heiligland ·
Grote Houtstraat ·
Grote Markt ·
Jansstraat ·
Kenaupark ·
Klein Heiligland ·
Kleine Houtstraat ·
Kleine Houtweg ·
Koningstraat ·
Nieuwe Gracht ·
Parklaan ·
Spaarnwouderbuurt ·
Wilhelminastraat ·
Zijlstraat

Zuid-West:
Florapark ·
Floraplein ·
Wagenweg 

Haarlem-Oost

Schalkwijk

Noord:
Begraafplaats Kleverlaan ·
Spaarndam 